# Roger Bouillon
 (février 2024).
Si vous disposez d'ouvrages ou d'articles de référence ou si vous connaissez des sites web de qualité traitant du thème abordé ici, merci de compléter l'article en donnant les références utiles à sa vérifiabilité et en les liant à la section « Notes et références ».
Pour les articles homonymes, voir Bouillon.
Roger Bouillon, né le 25 septembre 1940 à Saint-Berthevin (Mayenne) et mort le 26 avril 2008 à Rennes (Ille-et-Vilaine), est un spéléologue, préhistorien et archéologue français de la Mayenne.

## Parcours
Roger Bouillon sort diplômé de l’École normale de Rennes (Ille-et-Vilaine) en 1962. Dès lors instituteur, il poursuit des études à la faculté des lettres de Rennes. Il y obtient en 1968 une maîtrise de géographie. Trois ans plus tard, il devient professeur certifié et enseignera vingt-neuf ans dans le même établissement, le collège Pierre-Dubois à Laval (Mayenne).

### Grotte Mayenne-Sciences
En parallèle à son travail d’enseignant, il prend la tète de la section spéléologique de l’association Mayenne-Sciences. Ces activités spéléologiques l’amènent à participer à une découverte essentielle. Le 11 juin 1967, en effet, les membres de cette équipe, après désobstruction du boyau d’accès et exploration de la cavité, identifient des dessins du Paléolithique supérieur dans une grotte située à Thorigné-en-Charnie (Mayenne). Par fidélité à l’association dont il était l’un des moteurs, Roger Bouillon, en accord avec le groupe, lui donne le nom de Mayenne-Sciences. Comme il l’écrit lui-même, c’est cet évènement qui déclencha sa vocation de préhistorien et d’archéologue. Par la suite, il étudia avec soin les œuvres reconnues dans cette nouvelle grotte ornée, la première signalée dans l’Ouest de la France, la deuxième la plus au nord, après la grotte de Gouy, en Normandie. Il lui consacra plusieurs publications scientifiques. André Leroi-Gourhan visita la grotte avec son équipe et lui consacra une rubrique dans l’édition de 1975 de Préhistoire de l’art occidental, lui attribuant par erreur le nom de son porche d’entrée (La Dérouine). En 1984, quand le ministère de la Culture décide d’éditer un Atlas des grottes ornées, c’est à Roger Bouillon qu’il est demandé de rédiger la notice sur la grotte Mayenne-Sciences.

### Archéologie départementale
À la suite de la découverte de Mayenne-Sciences, Roger Bouillon est nommé correspondant départemental des Antiquités préhistoriques pour la Mayenne. Pendant treize ans, il en remplit efficacement la fonction ; il assure le lien entre les préhistoriens et les instances administratives sous l’impulsion de Jean L'Helgouach, sauvant ainsi de l’oubli quantité de trouvailles plus ou moins importantes. Durant cette période, il se forme aux méthodes de terrain sur les sites de Dissignac à Saint-Nazaire, sous la direction de Jean L’Helgouach (en 1973), du Camp d’Auvours à Champagné (Sarthe), sous la direction de Michel Allard (en 1975 et 1977) et, au cours de plusieurs campagnes, sur le site de Vierville (Manche), sous la direction de Guy Verron. Sur ce dernier chantier, il a l’occasion de pratiquer la restauration de monument, ce qu’il mettra plus tard à profit. 

### Directeur de fouilles
Fort de ces diverses expériences, il décide de franchir une nouvelle étape et de prendre lui-même la responsabilité d’opérations de terrain dans son cher département de la Mayenne. Il s’intéresse aux sépultures mégalithiques. En 1978, il entreprend la fouille du monument connu à Brécé sous le nom du « Petit Vieux Sou ». Quatre campagnes sont nécessaires pour en mener à bien l’exploration, dont il publie les résultats dans la Revue archéologique de l’Ouest en 1988. Le grand apport de cette fouille a été de mettre en lumière l’existence en Mayenne de sépultures mégalithiques à entrée latérale du IIIe millénaire av. J.-C., type d’architecture qui n’avait jusque-là jamais été identifié localement. Les travaux de Roger Bouillon sur Brécé restent, encore maintenant, essentiels pour la connaissance de ce type de tombe.
Par la suite, il se fait une spécialité des sépultures mégalithiques du Néolithique final, faisant ainsi largement progresser une branche de la Préhistoire mayennaise encore très peu exploitée. Il fouille de 1984 à 1986 l’allée couverte de la Cote 197 (maintenant appelée de la Crète), à Vautorte. Suivent les fouilles inédites de la sépulture à entrée latérale de la Hutte aux Gabelous à Saint-Mars-sur-la-Futaie (de 1990 à 1993) et de l’allée couverte de la Hamelinière à Chantrigné (de 2000 à 2003).
Attaché à la restitution au public de ses travaux, Roger Bouillon a toujours souhaité restaurer les monuments dont il a dirigé les fouilles. Pour lui, un mégalithe n’est pas seulement un sujet d’étude. C’est aussi un patrimoine à transmettre, et à transmettre en bon état, à nos contemporains comme à nos successeurs.
À la suite de difficultés administratives lors de sa dernière fouille, couplées à un sévère accident de vélo, Roger Bouillon décide de mettre un terme à ses travaux de recherche sur le terrain. Il montrera toutefois toujours son intérêt pour la discipline.

## Hommages

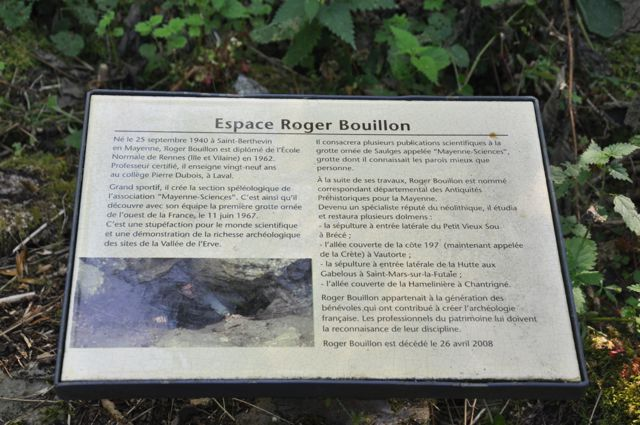
Plaque Espace Roger-Bouillon

La communauté de communes d'Erve et Charnie, qui assurait la gestion des grottes de Saulges avant qu'elle soit reprise par la communauté de communes des Coëvrons, a décidé en mai 2008 de donner le nom de Roger-Bouillon à un espace naturel situé à proximité de l'entrée de la grotte Mayenne-Sciences.
Une plaque à son nom a été inaugurée sur ce site le 6 juin 2009 par Jean Arthuis, président du conseil départemental de la Mayenne, en présence de Romain Pigeaud, archéologue et préhistorien, des élus locaux ainsi que des membres de sa famille.

## Publications
- Bouillon, R. (1964) - Spéléologie. Bulletin de Mayenne-Sciences, p. 20-23.
- Bouillon, R. (1967) - Activités spéléologiques, saison 1967. Bulletin de Mayenne-Sciences, p. 24-32.
- Bouillon, R. (1968-69) - Nouvelles découvertes dans la grotte Mayenne-Sciences. Bulletin de Mayenne-Sciences, p. 103-107.
- Bouillon, R. (1970) - La grotte à peintures de Thorigné-en-Charnie. Actualités et perspectives régionales Pays de la Loire, no 2, p. 7-15.
- Bouillon, R. (1972-73-74) - Activités spéléologiques. Bulletin de Mayenne-Sciences, p. 67-68.
- Bouillon, R. (1978) - La sépulture mégalithique à entrée latérale du Petit-Vieux-Sou en Brécé (Mayenne). Rapport de fouilles 1978, DRAC, Service Régional de l'Archéologie des Pays de la Loire.
- Bouillon, R. (1979) - La sépulture mégalithique à entrée latérale du Petit-Vieux-Sou en Brécé (Mayenne). Rapport de fouilles 1979, DRAC- SRA Pays de la Loire.
- Bouillon, R. (1980) - La sépulture mégalithique à entrée latérale du Petit-Vieux-Sou en Brécé (Mayenne). Rapport de fouilles 1980, DRAC- SRA Pays de la Loire.
- Bouillon, R. (1981) - La sépulture mégalithique à entrée latérale du Petit-Vieux-Sou en Brécé (Mayenne). Rapport de fouilles 1981, DRAC- SRA Pays de la Loire.
- Bouillon, R. (1982) - La sépulture mégalithique à entrée latérale du Petit-Vieux-Sou en Brécé (Mayenne). Rapport de fouilles 1982, DRAC- SRA Pays de la Loire.
- Bouillon, R. (1984a) - La grotte Mayenne-Sciences, in : collectif, L’Art des Cavernes. Atlas des grottes ornées Paléolithiques françaises, Ed. Ministère de la Culture et Imprimerie nationale, Paris, p. 567-571.
- Bouillon, R. (1984b) - Les Temps préhistoriques, in : Salbert, J. (Dir.), La Mayenne des origines à nos jours, Ed. Bordessoules, Saint-Jean-d’Angély, Collection Hexagone : L’Histoire par les documents, p. 17-44.
- Bouillon, R. (1984c) - L'allée couverte de la cote 197 à Vautorte (Mayenne). Rapport de fouilles 1984, DRAC- SRA Pays de la Loire.
- Bouillon, R. (1985a) - L'allée couverte de la cote 197 à Vautorte (Mayenne). Rapport de fouilles 1985, DRAC- SRA Pays de la Loire.
- Bouillon, R. (1985b) - La sépulture mégalithique de la Cote 197 à Vautorte (Mayenne), in : collectif, Journée archéologique des Pays de la Loire, Nantes, 10 mars 1985. Nantes, DAH Pays de la Loire.
- Bouillon, R. (1986a) - L'allée couverte de la cote 197 à Vautorte (Mayenne). Rapport de fouilles 1986, DRAC- SRA Pays de la Loire.
- Bouillon, R. (1986b) - L'allée couverte de la cote 197 à Vautorte (Mayenne) : fin des travaux de fouilles et restauration, in : collectif, Journée archéologique des Pays de la Loire, Châteaubriand, 13 mars 1988. Nantes, DAH Pays de la Loire.
- Bouillon, R. (1986c) – La sépulture mégalithique à entrée latérale du Petit Vieux-Sou à Brécé. Premiers agriculteurs de la Mayenne. Recherches Récentes sur le Néolithique 1978-1986, Nantes, Association d’Études préhistoriques et historiques des Pays de la Loire, p. 22-27.
- Bouillon, R. (1986d) – L’allée couverte de la cote 197 à Vautorte (Mayenne), Premiers agriculteurs de la Mayenne. Recherches Récentes sur le Néolithique 1978-1986, Nantes, Association d’Études préhistoriques et historiques des Pays de la Loire, p. 28-33.
- Bouillon, R. (1989) - La sépulture mégalithique à entrée latérale du Petit-Vieux-Sou à Brécé (Mayenne). Revue archéologique de l’Ouest, 6, p. 51-70.
- Bouillon, R. (1990) - Sépulture mégalithique de la Hutte aux Gabelous – La Louvetière – Saint-Mars-sur-la-Futaie (Mayenne). Rapport de fouilles 1990, DRAC- SRA Pays de la Loire.
- Bouillon, R. (1991) - Sépulture mégalithique de la Hutte aux Gabelous – La Louvetière – Saint-Mars-sur-la-Futaie (Mayenne). Rapport de fouilles 1991, DRAC- SRA Pays de la Loire.
- Bouillon, R. (1992) - Sépulture mégalithique de la Hutte aux Gabelous – La Louvetière – Saint-Mars-sur-la-Futaie (Mayenne). Rapport de fouilles 1992, DRAC- SRA Pays de la Loire.
- Bouillon, R. (1993a) - Monuments préhistoriques ; grotte à peintures et mégalithes. Monuments historiques, 186, p. 11-15.
- Bouillon, R. (1993b) - Sépulture mégalithique de la Hutte aux Gabelous – La Louvetière – Saint-Mars-sur-la-Futaie (Mayenne). Rapport de fouilles 1993, DRAC- SRA Pays de la Loire.
- Bouillon, R. (1993c) - Saint-Mars-sur-la-Futaie, la Louvetière. Bilan scientifique de la région Pays de la Loire 1992, Ministère de la Culture et de la Francophonie, p. 68-69.
- Bouillon, R. (1998) - L’allée couverte de la Cote 197, à Vautorte, en forêt de Mayenne. Fouille et restauration d’une sépulture mégalithique du Néolithique final. La Mayenne : Archéologie, Histoire, no 21, p. 5-48.
- Bouillon, R. (2000) - La sépulture mégalithique de la Hamelinière à Chantrigné (Mayenne). Rapport de fouilles 2000, DRAC- SRA Pays de la Loire.
- Bouillon, R. (2001) - La sépulture mégalithique de la Hamelinière à Chantrigné (Mayenne). Rapport de fouilles 2001, DRAC- SRA Pays de la Loire.
- Bouillon, R. (2002) – Préface, in Bigot, B., Bigot, J.-Y., Marguerie, D., Les grottes de Saulges, Documents Archéologiques de l’Ouest, publication de l’Université de Rennes-1, p. 7-8.
- Bouillon, R. (2003) - La sépulture mégalithique de la Hamelinière à Chantrigné (Mayenne). Rapport de fouilles 2003, DRAC- SRA Pays de la Loire.
- Bouillon, R., Gaiffe O., Renoux B. (1993) - Art préhistorique. Une grotte ornée près de Saulges.  Revue 303, Arts, Recherches et Créations, publication du Conseil Régional des Pays de la Loire, no 36, p. 50-55.
- Dams L., Bouillon R. (1974) - Les figurations rupestres de la grotte Mayenne-Sciences à Saulges (Mayenne). Préhistoire Ariégeoise, t. LXXI, p. 65-87.